# Jacek Krzekotowski
Jacek Stanisław Krzekotowski (ur. 11 listopada 1940 w Przyborowie, zm. 2 kwietnia 2016 w Warszawie) – polski polityk, poseł na Sejm X kadencji.

## Życiorys
Syn Lecha i Aleksandry. Studiował na Uniwersytecie im. Adama Mickiewicza w Poznaniu, lecz nie ukończył studiów. Był pracownikiem politycznym Stowarzyszenia „Pax”, przewodniczącym zarządu wojewódzkiego w Łodzi i członkiem Zarządu Głównego. Kierował również Instytutem Wydawniczym PAX. W 1983 wszedł w skład rady krajowej Patriotycznego Ruchu Odrodzenia Narodowego. Był radnym Wojewódzkiej Rady Narodowej. W 1989 uzyskał mandat posła na Sejm kontraktowy. Został wybrany w okręgu Łódź-Bałuty z puli „Pax”. Pracował Komisji Polityki Społecznej oraz Komisji Edukacji, Nauki i Postępu Technicznego i w dwóch komisjach nadzwyczajnych.
Pochowany na cmentarzu komunalnym południowym w Warszawie.

## Odznaczenia
W 1981 otrzymał Brązowy Krzyż Zasługi, a w 1984 Medal 40-lecia Polski Ludowej.